# Seleção Húngara de Futebol
A Seleção Húngara de Futebol representa a Hungria nas competições de futebol da FIFA, UEFA e COI. É subordinada à Federação Húngara de Futebol (Magyar Labdarúgó-szövetség, MLSZ), que foi fundada em 1901.

## História
A primeira partida ocorreu em Viena contra a Áustria em 12 de outubro de 1902, quando foi derrotada por 5 a 0. A Hungria foi considerada a primeira equipe não-britânica a derrotar a Inglaterra em solo inglês (desconsiderando vitórias da Irlanda independente), no Estádio de Wembley, em jogo com resultado de 6 a 3 em 25 de novembro de 1953, provocando uma grande comoção nacional nos dois países. Na revanche, derrotaram-os mais uma vez, agora por 7 a 1, e em Budapeste, no ano seguinte.
A Seleção Húngara de Futebol será sempre lembrada pela histórica equipe do anos 50 que encantou o mundo no começo da década, conquistando a medalha de ouro nas Olimpíadas e o vice da Copa do Mundo de 1954. Na decisão do Mundial, chegou a estar ganhando por 2 a 0 e permitiu a reação alemã, que no final ganhou por 3 a 2 e conquistou a Jules Rimet. Parte da frustração deveu-se ao fato de que os dois times já haviam se enfrentado na Copa, na primeira fase, e os magiares esmagaram os germânicos por 8 x 3.
O time húngaro era repleto de jogadores excelentes, do goleiro Gyula Grosics ao ponta Zoltán Czibor, incluindo Sándor Kocsis, Nándor Hidegkuti, Jenõ Buzánszky, József Bozsik e László Budai, todos comandados pelo major Ferenc Puskás e pelo técnico Gusztáv Sebes.
Até a derrota na final da Copa do Mundo de Futebol de 1954, a seleção húngara ficou 29 partidas invictas, entre 14 de maio de 1950 até 4 de julho de 1954, data da final da copa. Este recorde só foi superado pela Seleção Argentina, quarenta anos depois, entre 1991 e 1993, quando permaneceram 31 partidas invictas.
Mas desde a década de 30 a seleção húngara já se destacava no futebol mundial. Na Copa do Mundo de 1938, já tinha sido vice campeã mundial, perdendo o título para a Itália. O maior destaque era o atacante György Sárosi.
Nos anos 60, a seleção húngara conseguiu duas boas campanhas. Flórián Albert foi o líder de uma nova geração, onde destacavam-se Ferenc Bene e Lajos Tichy. A Hungria ficou em 5º lugar em 1962 e 6º lugar em 1966, quando inclusive derrotou a seleção brasileira, como fizera em 1954, quebrando a invencibilidade canarinha. Apesar disso, seus jogadores seguiam ofuscados pela geração de ouro dos anos 50.
A partir da década de 1970, a seleção e o próprio futebol húngaro praticamente deixaram de existir em termos mundiais. Nas Copas de 1978, 1982 e 1986, não conseguiu ficar entre as dez primeiras colocadas, caindo sempre na primeira fase. O maior feito foi a vitória de 10 x 1 sobre El Salvador, na Copa de 1982, a maior goleada das Copas, superando uma marca que já era húngara - os 9 x 0 sobre a Coreia do Sul em 1954, tornando-se também a seleção com mais gols num único jogo de Copa do Mundo. Nesta partida de 1982, László Kiss destacou-se ao tornar-se o primeiro reserva a marcar três gols em um jogo de Copa.
Ao todo, participou de nove edições do Mundial e é a maior vencedora de olimpíadas com três títulos olímpicos conquistados nos jogos olímpicos de verão de 1952, 1964 e 1968, e até hoje possui o recorde das duas maiores goleadas aplicadas em uma copa do mundo, com um 10 x 1 sobre a Seleção Salvadorenha na copa de 1982 e 9 x 0 sobre a seleção sul-coreana na copa de 1954
No Campeonato Mundial Sub-20, obteve um inédito terceiro lugar em 2009

## Títulos
- Jogos Olímpicos: Medalhas de ouro: 3 (1952, 1964 e 1968)

Observação: Os Jogos Olímpicos de 1908 até 1956 são considerados títulos oficiais:
- Copa Internacional da Europa Central (antiga Copa Dr. Gerö): 2 (1937 e 1948–53)
- Torneio Internacional de Toulon: 2 (1974 e 1978)
- Copa Kirin: 1 (1993)

## Jogos Históricos
- Hungria 10 - 1  El Salvador
- Hungria 4 - 2  Brasil
- Hungria 8 - 3  Alemanha Ocidental
- Hungria 9 - 0  Coreia do Sul
- Hungria 4 - 2  Uruguai
- Hungria 2 - 3  Alemanha Ocidental (final do mundial de 1954)
- Hungria 1 - 1  França
- Hungria 1 - 0  Inglaterra
- Hungria 4 - 0  Inglaterra

## Títulos de base

### Seleção Sub-21
- Eurocopa Sub-21: 1 (1974)

### Seleção Sub-19
- Eurocopa Sub-19: 3 (1953; 1960 e 1984)

TOTAL: 12 títulos

## Campanhas destacadas
- Copas do Mundo
  - 2º lugar - 1938, 1954;
- Jogos Olímpicos
  - Medalha de prata - 1972
  - Medalha de bronze - 1960
- Eurocopa
  - 3º lugar - 1964
  - 4º lugar - 1972
- Campeonato Mundial Sub-20
  - 3º lugar - 2009

## Desempenho em competições

### Copas do Mundo
| Ano   | Fase               | Posição            | J                  | V                  | E                  | D                  | GP                 | GC                 |
| ----- | ------------------ | ------------------ | ------------------ | ------------------ | ------------------ | ------------------ | ------------------ | ------------------ |
| 1930  | Não participou     | Não participou     | Não participou     | Não participou     | Não participou     | Não participou     | Não participou     | Não participou     |
| 1934  | Quartas de final   | 6/16               | 2                  | 1                  | 0                  | 1                  | 5                  | 4                  |
| 1938  | Vice-campeão       | 2/15               | 4                  | 3                  | 0                  | 1                  | 15                 | 5                  |
| 1950  | Não participou     | Não participou     | Não participou     | Não participou     | Não participou     | Não participou     | Não participou     | Não participou     |
| 1954  | Vice-campeão       | 2/16               | 5                  | 4                  | 0                  | 1                  | 27                 | 10                 |
| 1958  | Primeira fase      | 10/16              | 4                  | 1                  | 1                  | 2                  | 7                  | 5                  |
| 1962  | Quartas de final   | 5/16               | 4                  | 2                  | 1                  | 1                  | 8                  | 3                  |
| 1966  | Quartas de final   | 6/16               | 4                  | 2                  | 0                  | 2                  | 8                  | 7                  |
| 1970  | Não classificou-se | Não classificou-se | Não classificou-se | Não classificou-se | Não classificou-se | Não classificou-se | Não classificou-se | Não classificou-se |
| 1974  | Não classificou-se | Não classificou-se | Não classificou-se | Não classificou-se | Não classificou-se | Não classificou-se | Não classificou-se | Não classificou-se |
| 1978  | Primeira fase      | 15/16              | 3                  | 0                  | 0                  | 3                  | 3                  | 8                  |
| 1982  | Primeira fase      | 14/24              | 3                  | 1                  | 1                  | 1                  | 12                 | 6                  |
| 1986  | Primeira fase      | 18/24              | 3                  | 1                  | 0                  | 2                  | 2                  | 9                  |
| 1990  | Não classificou-se | Não classificou-se | Não classificou-se | Não classificou-se | Não classificou-se | Não classificou-se | Não classificou-se | Não classificou-se |
| 1994  | Não classificou-se | Não classificou-se | Não classificou-se | Não classificou-se | Não classificou-se | Não classificou-se | Não classificou-se | Não classificou-se |
| 1998  | Não classificou-se | Não classificou-se | Não classificou-se | Não classificou-se | Não classificou-se | Não classificou-se | Não classificou-se | Não classificou-se |
| 2002  | Não classificou-se | Não classificou-se | Não classificou-se | Não classificou-se | Não classificou-se | Não classificou-se | Não classificou-se | Não classificou-se |
| 2006  | Não classificou-se | Não classificou-se | Não classificou-se | Não classificou-se | Não classificou-se | Não classificou-se | Não classificou-se | Não classificou-se |
| 2010  | Não classificou-se | Não classificou-se | Não classificou-se | Não classificou-se | Não classificou-se | Não classificou-se | Não classificou-se | Não classificou-se |
| 2014  | Não classificou-se | Não classificou-se | Não classificou-se | Não classificou-se | Não classificou-se | Não classificou-se | Não classificou-se | Não classificou-se |
| 2018  | Não classificou-se | Não classificou-se | Não classificou-se | Não classificou-se | Não classificou-se | Não classificou-se | Não classificou-se | Não classificou-se |
| 2022  | Não classificou-se | Não classificou-se | Não classificou-se | Não classificou-se | Não classificou-se | Não classificou-se | Não classificou-se | Não classificou-se |
| 2026  | A definir          | A definir          | A definir          | A definir          | A definir          | A definir          | A definir          | A definir          |
| 2030  | A definir          | A definir          | A definir          | A definir          | A definir          | A definir          | A definir          | A definir          |
| 2034  | A definir          | A definir          | A definir          | A definir          | A definir          | A definir          | A definir          | A definir          |
| Total | 9/22               | 0 títulos          | 32                 | 15                 | 3                  | 14                 | 87                 | 57                 |

### Eurocopas
| Ano   | Fase               | Posição            | J                  | V                  | E                  | D                  | GP                 | GC                 |
| ----- | ------------------ | ------------------ | ------------------ | ------------------ | ------------------ | ------------------ | ------------------ | ------------------ |
| 1960  | Não classificou-se | Não classificou-se | Não classificou-se | Não classificou-se | Não classificou-se | Não classificou-se | Não classificou-se | Não classificou-se |
| 1964  | Terceiro lugar     | 3/4                | 2                  | 1                  | 0                  | 1                  | 4                  | 3                  |
| 1968  | Não classificou-se | Não classificou-se | Não classificou-se | Não classificou-se | Não classificou-se | Não classificou-se | Não classificou-se | Não classificou-se |
| 1972  | Quarto lugar       | 4/4                | 2                  | 0                  | 0                  | 2                  | 1                  | 3                  |
| 1976  | Não classificou-se | Não classificou-se | Não classificou-se | Não classificou-se | Não classificou-se | Não classificou-se | Não classificou-se | Não classificou-se |
| 1980  | Não classificou-se | Não classificou-se | Não classificou-se | Não classificou-se | Não classificou-se | Não classificou-se | Não classificou-se | Não classificou-se |
| 1984  | Não classificou-se | Não classificou-se | Não classificou-se | Não classificou-se | Não classificou-se | Não classificou-se | Não classificou-se | Não classificou-se |
| 1988  | Não classificou-se | Não classificou-se | Não classificou-se | Não classificou-se | Não classificou-se | Não classificou-se | Não classificou-se | Não classificou-se |
| 1992  | Não classificou-se | Não classificou-se | Não classificou-se | Não classificou-se | Não classificou-se | Não classificou-se | Não classificou-se | Não classificou-se |
| 1996  | Não classificou-se | Não classificou-se | Não classificou-se | Não classificou-se | Não classificou-se | Não classificou-se | Não classificou-se | Não classificou-se |
| 2000  | Não classificou-se | Não classificou-se | Não classificou-se | Não classificou-se | Não classificou-se | Não classificou-se | Não classificou-se | Não classificou-se |
| 2004  | Não classificou-se | Não classificou-se | Não classificou-se | Não classificou-se | Não classificou-se | Não classificou-se | Não classificou-se | Não classificou-se |
| 2008  | Não classificou-se | Não classificou-se | Não classificou-se | Não classificou-se | Não classificou-se | Não classificou-se | Não classificou-se | Não classificou-se |
| 2012  | Não classificou-se | Não classificou-se | Não classificou-se | Não classificou-se | Não classificou-se | Não classificou-se | Não classificou-se | Não classificou-se |
| 2016  | Oitavas de final   | 13/24              | 4                  | 1                  | 1                  | 2                  | 6                  | 8                  |
| 2021  | Primeira fase      | 20/24              | 3                  | 0                  | 2                  | 1                  | 3                  | 6                  |
| 2024  | Primeira fase      | 18/24              | 3                  | 1                  | 0                  | 2                  | 2                  | 5                  |
| 2028  | A definir          | A definir          | A definir          | A definir          | A definir          | A definir          | A definir          | A definir          |
| 2032  | A definir          | A definir          | A definir          | A definir          | A definir          | A definir          | A definir          | A definir          |
| Total | 5/17               | 0 títulos          | 14                 | 3                  | 3                  | 8                  | 16                 | 25                 |

## Uniformes
- Uniforme principal: Camisa vermelha, calção branco e meias verdes;
- Uniforme reserva: Camisa branca, calção vermelho e meias brancas;

| Titular | Reserva | Alternativo |

### Uniformes anteriores
- 2018

| Titular | Reserva |

- 2016

| Titular | Reserva |

- 2014

| Titular | Reserva |

- 2012

| Titular | Reserva |

- 2010

| Titular | Reserva |

- 2008

| Titular | Reserva |

- 2006-07

| Titular | Reserva |

- 2002-05

| Titular | Reserva |

- 2000-02

| Titular | Reserva |

### Material esportivo
| Período        | Fornecedor |
| -------------- | ---------- |
| 1902–1976      | Nenhum     |
| 1976–1989      | Adidas     |
| 1990–1994      | Umbro      |
| 1994– Presente | Adidas     |